# 카라페트 미카엘랸
카라페트 삼벨리 미카엘랸(아르메니아어: Կարապետ Սամվելի Միքայելյան, 1968년 9월 27일 ~ )은 아르메니아의 전 축구 선수로 미카엘이라는 등록명으로 K리그에서 활약했다. 부천 유공 / 부천 SK (현 제주 유나이티드)에서 1997시즌 정규리그 9경기 출전 1득점, 1도움 / 리그컵 6경기 0득점, 1도움의 기록을 남겼다. 아르메니아 축구 국가대표팀 소속으로 1998년 FIFA 월드컵과 2000년 유로 예선 경기에 출전하였다.